# Servius Cornelius Dolabella Metilianus Pompeius Marcellus
Servius Cornelius Dolabella Metilianus Pompeius Marcellus war ein römischer Politiker und Senator.
Er war ein Sohn des Konsuls des Jahres 86, Servius Cornelius Dolabella Petronianus. Seine Laufbahn ist heute noch von einer Inschrift aus Corfinium bekannt, wo er ein Bad errichten ließ. Unter Kaiser Trajan war er im Jahr 113 Suffektkonsul.